# Condado de Comanche (Texas)
O Condado de Comanche é um dos 254 condados do estado norte-americano do Texas. A sede do condado é Comanche, e sua maior cidade é Comanche.
O condado possui uma área de 2 454 km² (dos quais 26 km² estão cobertos por água), uma população de 14 026 habitantes, e uma densidade populacional de 6 hab/km² (segundo o censo nacional de 2000).
O condado foi criado em 1856.